# 開元里
開元里是中華民國嘉義縣朴子市的一個里，東與安福里毗鄰，北以南榮路與內厝里接壤，西與順天里相連，南隔開元路與中正里相連。明永曆35年（1681年）由林馬開始入墾。